# Sant Joan de Colinos
Sant Joan de Colinos és una ermita romànica del poble de Beraní, dins de l'antic terme municipal primigeni de Rialp, a la comarca del Pallars Sobirà. Està situada a 900 metres al sud-sud-oest del poble de Beraní, en el Serrat de Colinos, a l'esquerra del Barranc del Bosc Reial. És l'església vella, de les dues del mateix lloc, actualment en ruïnes. L'ha substituïda la de Sant Joan nou de Colinos.

## Descripció
Les restes d'aquesta ermita es troben sobre un petit serradet, pròxim a un torrent. És de planta rectangular amb absis semicircular a llevant. La porta s'obre al mur de ponent i és d'arc lleugerament rebaixat, construït amb tosques dovellles de pedra pissarrosa sense retocar que deixen al centre de l'arc un espai ocupat per una clau de forma triangular. Els murs tenen una gruixària considerable (90cm) i són constituïts per tres o quatre alineacions de pedra pissarrosa local, sense morter. Els angles estan formats per grans carreus de pedra, també pissarrosa. Aquest murs es conserven fins a nivell de la coberta, sense que s'observi en cap indret l'arrencament d'una volta, ja que possiblement l'edifici era cobert per una encavallada de fusta. El parament de l'absis és totalment llis, sense que s'observi cap element decoratiu o finestra.

## Història
Els orígens de Sant Joan de Colinos semblen relacionats amb el monestir situat a l'altre costat de la Noguera Pallaresa, de Sant Vicenç d'Oveix, fundació monàstica d'època carolíngia. Posteriorment, Sant Joan formà part de la jurisdicció de Gerri. Fins al darrer quart del segle xix, la diada d'aquest Sant, el 6 de maig, era molt celebrada a Rialp i poblets veïns que organitzaven una processió i aplec a l'ermita. Molt propera a la capella preromànica, no obstant, ja ne època moderna, s'edifica una altra capella de major cabuda que actualment es troba, al igual que aquella, en estat ruïnós.